# قصر الأمير عبد القادر
قصر الأمير عبد القادر بناه الأمير عبد القاردر الجزائري في منطقة الربوة في دمشق، بعد أن نفته السلطات الفرنسية خارج الجزائر عام 1855، فاتخذ دمشق موطنا له، وهذا القصر لم يكن المنزل الوحيد للأمير، ولم يكن محل إقامته الدائم. فقد كان له منزلا منحته إياه السلطات العثمانية في حي العمارة بدمشق القديمة، والمعروف بـ«حارة النقيب» وهو الحي الذي ضم آل الجزائري حتى اليوم، واستقر الأمير عبد القادر الجزائري في دمشق من عام 1856 إلى عام وفاته عام 1883، أي 27 سنة. ومنذ قدومه إليها من إسطنبول أخذ مكانته بين العلماء والوجهاء، فكانت له مشاركة بارزة في الحياة السياسية والعلمية. قام بالتدريس في الجامع الأموي، وبعد أربعة أعوام من استقراره في دمشق، حدثت فتنة في الشام عام 1860 واندلعت أحداث طائفية دامية، ولعب الزعيم الجزائري دورا هاما، فقد فتح بيوته للاجئين إليه من المسيحيين في دمشق كخطوة رمزية وعملية على احتضانهم. وهي مأثرة لا تزال تذكر له إلى اليوم إلى جانب كفاحه ضد الاستعمار الفرنسي في بلاده الجزائر.

## الموقع
يقع القصر في ضاحية دمر، غرب دمشق، والقصر هو مصيف كان للأمير في الربوة، على ضفاف بردى، سكنه الأمير عبد القادر الجزائري مع عائلته، ثم سكنه أبناء الأمير وأحفاده، وكان آخرهم الأمير سعيد الجزائري، رئيس مجلس الوزراء في عهد حكومة الملك فيصل، بعد الحرب العالمية الأولى. وصار القصر مهملاً مهجوراً، شبه متهدم، منذ عام 1948. والقصر اليوم مملوك لصالح محافظة دمشق لأغراض ثقافية وسياحية. تبلغ مساحة القصر المؤلف من طابقين 1832 متراً مربعاً.

## وصف القصر
يتكون من طابقين تعلوهما غرفة طيارة على السطح، مساحة الطابق الواحد نحو 325 مترا مربعا وبارتفاع 5 أمتار تقريبا، وله مدخل رئيسي من الجهة الغربية، ومدخل آخر من الجهة الشرقية. ويتصل الطابق الأرضي بالطابق الأول بدرج داخلي بشاحط واحد، وسقف الطابق الأرضي مؤلف من حواجز معدنية على شكل حرف (T) تربط بينهما أحجار من الفخار مغطاة بالأعلى بعوارض وألواح خشبية تشكل أرضية الطابق الأول، كما يوجد فتحة بمساحة (1.5X1.5) متر في سقف هذا الطابق. أما سقف الطابق الأول يتألف من عوارض وألواح خشبية في القسم الوسطي المستوى، وقد انهار القسم الأكبر من الجزء الأفقي من السقف بسبب الزمن. أما القسمان الشمالي والجنوبي المائلان، من سقف الطابق الأول يتألفان من عوارض ودعائم خشبية المغطاة بالقرميد، وهما منهاران بشكل كامل. وبالنسبة لجدران القصر فهي مبنية من الآجر والحجر، وجميع أبواب غرف القصر غير موجودة. ويحيط بالقصر حديقة كبيرة يتم الوصول إليها عن طريق فرعي من الطريق العام دمشق ـ بيروت.